# Žofie z Wittelsbachu
Žofie z Wittelsbachu (1171 ? – 10. června 1238, Eisenach) byla lantkraběnka durynská a saská falckraběnka z dynastie Wittelsbachů.

## Život

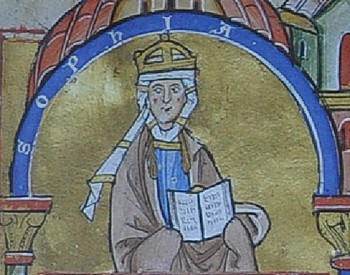
Žofie na dobové iluminaci (Žaltář Heřmana Durynského)

Roku 1196 se stala druhou manželkou durynského lankraběte Heřmana, který byl bratrancem českého krále Přemysla Otakara I., sdílel s ním stejný politický kurz a dokonce uváděl, že se řídí Přemyslovou radou. Nakonec oba bratranci proti císaři Otovi podporovali mladičkého Fridricha Štaufského.
Žofie dala Heřmanovi šest dětí a roku 1211 přivítala na svém dvoře tehdy čtyřletou Alžbětu, dceru uherského krále Ondřeje a snoubenku svého syna Ludvíka IV. Durynského, která byla o několik desítek let později svatořečena. Dá se předpokládat, že právě Sofie měla velký vliv na výchovu a osobnost malé Alžběty. K tomuto období se váže vznik dvou nádherně iluminovaných žaltářů – tzv. Alžbětina a Heřmanova, kde je manželský pár opakovaně zpodobněn.
Po manželově smrti roku 1217 se Žofie uchýlila do cisterciáckého kláštera sv. Kateřiny v Eisenachu, který sama založila. Zde nechala Heřmana pohřbít a o mnoho let později zde také zemřela.